# Kiczorka (Grupa Wielkiej Raczy)
Kiczorka (1004 m) – szczyt w Beskidzie Żywiecko-Kisuckim należący do Grupy Wielkiej Raczy. Na niektórych mapach opisywany jest pod nazwą Młada Hora z wysokością 1003 m. Kiczorka znajduje się w bocznym, północno-zachodnim grzbiecie Małej Rycerzowej (1207 m). Na wierzchołku Jaworzynki (1117 m) grzbiet ten znów rozgałęzia się na dwa niższe i wąskie grzbiety; Kiczorka znajduje się w długim północno-wschodnim, niżej zakręcający na północ i opadającym aż do doliny Wody Ujsolskiej w Rajczy. Wschodnie stoki Kiczorki opadają do doliny potoku Danielka, zachodnie do doliny potoku Rycerka (dolina Rycerek) i spływają z nich dwa dopływy Rycerek; potok Leżaje i potok Widły.
Kiczorka znajduje się w granicach miejscowości Rycerka Górna w województwie śląskim, w powiecie żywieckim, w gminie Rajcza. W regionalizacji fizycznogeograficznej Polski według Jerzego Kondrackiego Grupa Wielkiej Raczy zaliczana jest do Beskidu Żywieckiego, w nowszej polskiej regionalizacji z 2018 roku do Beskidu Żywiecko-Kisuckiego. Jest w dużym stopniu bezleśna, znajdują się na niej pola i zabudowania należącego do Soblówki przysiółka Młada Hora. Prowadzą przez nią dwa szlaki turystyczne.

## Szlaki turystyczne
Rycerka Dolna – Młada Hora – Jaworzynka – Mała Rycerzowa – Przełęcz pod Rycerzową – Wielka Rycerzowa – Bania – przełęcz Przegibek
 Dolina Rycerek – Młada Hora